# Coupe d'Europe des vainqueurs de coupe féminine de handball 2007-2008
Navigation
Coupe des coupes 2006-2007 Coupe des coupes 2008-2009
La Coupe d'Europe des vainqueurs de coupe de handball féminin 2007-2008 est la 32e édition de la Coupe d'Europe des vainqueurs de coupe de handball féminin, compétition de handball créée en 1976 et organisée par l'EHF.

## Formule
La Coupe des Vainqueurs de Coupe est également appelée C2. Elle regroupe, au 2e tour, 32 équipes. Il est d’usage que les vainqueurs des coupes nationales respectives y participent. 
L’arrivée régulière des clubs éliminés de la Ligue des Champions a considérablement relevé le niveau de cette Coupe d’Europe. L’ensemble des rencontres se dispute en matches aller-retour, y compris la finale. 

## Quarts de finale
| Date Aller  | Club                       | Aller   | Total   | Retour  | Club                        | Date Retour  |
| ----------- | -------------------------- | ------- | ------- | ------- | --------------------------- | ------------ |
| 8 mars 2008 | Akaba Bera Bera            | 26 - 27 | 54 - 54 | 28 - 27 | KIF Vejen                   | 15 mars 2008 |
| 9 mars 2008 | U. Jolidon Cluj-Napoca     | 33 - 27 | 64 - 65 | 31 - 38 | HC Podravka Vegeta          | 15 mars 2008 |
| 8 mars 2008 | RK Krim Mercator Ljubljana | 27 - 29 | 52 - 56 | 25 - 27 | C.S. Rulmentul-Urban Brașov | 15 mars 2008 |
| 8 mars 2008 | Larvik HK                  | 33 - 25 | 61 - 46 | 28 - 21 | Le Havre AC Handball        | 16 mars 2008 |

## Demi-finales
| Date Aller    | Club               | Aller | Total | Retour | Club                        | Date Retour   |
| ------------- | ------------------ | ----- | ----- | ------ | --------------------------- | ------------- |
| 19 avril 2008 | Akaba Bera Bera    | 28-27 | 58-66 | 30-39  | C.S. Rulmentul-Urban Brașov | 26 avril 2008 |
| 19 avril 2008 | HC Podravka Vegeta | 29-27 | 59-60 | 30-33  | Larvik HK                   | 26 avril 2008 |

## Finale
| Date Aller  | Club      | Aller | Total | Retour | Club                        | Date Retour |
| ----------- | --------- | ----- | ----- | ------ | --------------------------- | ----------- |
| 18 mai 2008 | Larvik HK | 25-21 | 50-40 | 25-19  | C.S. Rulmentul-Urban Brașov | 24 mai 2008 |

## Les championnes d'Europe
| Championne d'Europe EHF des vainqueurs de coupe 2008 Larvik HK 2e titre |